# Hiroshi Ōguri (Physiker)

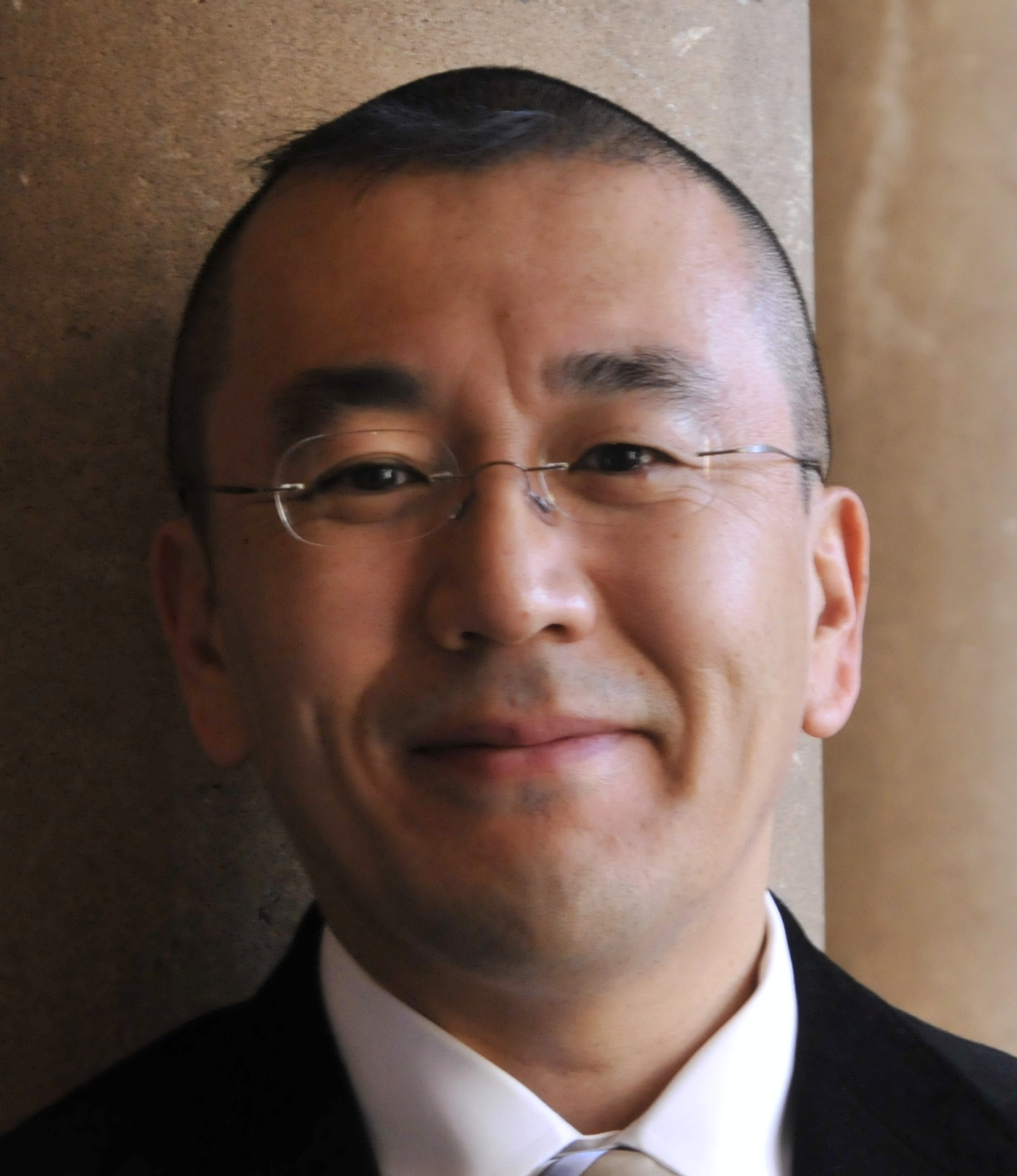
Ōguri Hiroshi

Hiroshi Ōguri (jap. 大栗 博司, Ōguri Hiroshi, im angelsächsischen Sprachraum meist alternativ nach dem Kunrei-System Hirosi Ooguri; * 1962 in Gifu, Präfektur Gifu) ist ein japanischer theoretischer Physiker, der sich mit Quantengravitation und Stringtheorie beschäftigt.

## Biografie
Ōguri machte 1984 seinen Bachelor-Abschluss und 1986 seinen Masterabschluss in theoretischer Physik an der Universität Kyōto und wurde 1989 an der Universität Tokio promoviert, war dort aber schon zuvor 1986 bis 1989 Assistenzprofessor. Danach war vier Jahre 1990 bis 1994 Professor am Research Institute for Mathematical Sciences (RIMS) der Universität Kyoto. Er war noch vor seiner Promotion 1988/89 am Institute for Advanced Study und als Post-Doktorand 1989 bis 1991 am Enrico Fermi Institute der University of Chicago (als Assistant Professor) und 1992 bis 1993 an der Harvard University (Lyman Physics Laboratory). 1994 wurde er Professor an der University of California, Berkeley und Senior Scientist am Lawrence Berkeley National Laboratory. Seit 2000 ist er Professor am Caltech (ab 2007 Fred Kavli Professor of Theoretical Physics). Seit 2007 ist er außerdem leitender Wissenschaftler am Kavli-Institut der Universität Tokio.
Er arbeitete unter anderem über zweidimensionale konforme Feldtheorien, D-Brane in Calabi-Yau-Mannigfaltigkeiten, die AdS-CFT-Korrespondenz, supersymmetrische Eichfeldtheorien und ihre Verbindung zur Superstringtheorie, Quantentheorie Schwarzer Löcher in der Stringtheorie. Mit Cumrun Vafa definierte er dabei im Jahr 1996 die Ooguri-Vafa-Metrik.
Mit Daniel Harlow bewies er 2018, dass es unter Annahme der AdS/CFT-Korrespondenz (Holografisches Prinzip) keine (exakten) globalen Symmetrien in der Quantengravitation gibt.  Außerdem leiteten sie Konsequenzen für interne Eichsymmetrien ab, die im Niedrigenergiebereich der Quantengravitationstheorie auftreten. Diese müssen kompakte Eichgruppen haben und physikalische (dynamisch) Zustände treten in allen irreduziblen Darstellungen der Eichgruppe auf.
2008 erhielt er mit Andrew Strominger und Cumrun Vafa den ersten Leonard-Eisenbud-Preis der American Mathematical Society dafür, dass sie die Anzahl der Mikrozustände (Entropie) in der Quantentheorie Schwarzer Löcher (bei speziellen Schwarzen Löchern)  mit topologischer Stringtheorie und Gromov-Witten-Invarianten in Verbindung brachten. Er erhielt 2009 den Nishina-Preis in Japan und war Senior US Scientist der Alexander von Humboldt-Stiftung (2009). 2008 hielt er die Takagi-Vorlesung der Japanischen Mathematischen Gesellschaft. Er ist Fellow der American Mathematical Society. 2016 wurde er zum Mitglied der American Academy of Arts and Sciences gewählt. Für 2018 wurde Ōguri der Hamburger Preis für Theoretische Physik zugesprochen.
Er ist seit 2003 Mitglied des Aspen Center for Physics und in deren Rat und er war im wissenschaftlichen Beirat des Kavli Center for Theoretical Physics in Santa Barbara und des Solvay-Instituts in Brüssel. Er war Mitorganisator der String-98-Konferenz in Santa Barbara und der String-03-Konferenz in Kyoto.
Er war 1997 bis 2006 Mitherausgeber des JHEP (Journal of High Energy Physics), ab 1997 von Advances in Theoretical and Mathematical Physics, ab 1998 bei Nuclear Physics B und 2006 bis 2009 bei Physical Review D.
Ooguri trat auch als Wissenschaftspopularisator hervor mit sechs Büchern in Japanisch (Stand 2018), die auch ins Chinesische und Koreanische übersetzt wurden und Bestseller waren (Auflage von über 300.000 bis 2018). Für sein Buch Einführung in die Superstringtheorie erhielt er den wichtigsten japanischen Preis für Wissenschaftsliteratur. Er war Berater beim Lehrfilm Der Mann aus den neun Dimensionen, der 2016 den Preis als bester Lehrfilm von der Internationalen Planetariumsgesellschaft erhielt.

## Schriften
- mit O. Aharony, S. Gubser, Juan Maldacena, Y. Oz: Large N Field Theories, String Theory and Gravity, Physics Reports, Band 323, 2000, S. 183–386, Online
- mit M. Bershadsky, S. Cecotti, C. Vafa: Kodaira-Spencer Theory of Gravity and Exact Results for Quantum String Amplitudes, Comm.Math.Phys., Band 165, 1994, S. 311–428, Online